# Mari Isoaho
Mari Helena Isoaho (18 augustus 1967) is een Fins historicus, archeoloog en mediëvist. Ze is docent aan de Universiteit van Helsinki en is gespecialiseerd in Oudoostslavische literatuur, inclusief de mentale verbeelding, eschatologische verhalen en tekstkritiek van de Primaire Kroniek (PVL).

## Biografie
Isoaho behaalde haar PhD in Algemene Geschiedenis aan de Universiteit van Oulu. Haar doctoraalschriptie The Warrior and Saint. The Image of Aleksandr Nevskiy in Medieval Russia werd in 2006 door Brill te Leiden gepubliceerd. Historicus Simon Franklin prees haar werk en merkte op dat 'wetenschappers Isoaho dankbaar zullen zijn voor het doorgronden van zo'n reeks bronnen en voor het produceren van een coherent overzicht van de culturele representaties van Aleksandr.' F. B. Schenk merkte op dat de monografie baat zou hebben gehad bij het opnemen van andere recente studies, maar had veel lof Isoaho's diepgaande kennis over het onderwerp en haar belangrijke onderzoeksbijdrage in het veld.
In januari 2013 organiseerde Isoaho te Helsinki het internationale symposium "Past and Present in Medieval Chronicles", een reeks lezingen door vele wetenschappers, in 2015 gebundeld als conferentieverslag onder dezelfde titel. De rode draad van de presentaties was de manier waarop het literaire label 'middeleeuwse kroniek' beschrijvingen van het verleden en visies op de toekomst beïnvloedde. Er werd onder andere getracht om aan te tonen dat subjectiviteit en de historische context waarin elke kroniekschrijver wordt ondergedompeld tijdens de compositie van zijn of haar werk van fundamenteel belang zijn voor het begrijpen van het genre.
In haar overzicht uit 2018 van recente ontwikkelingen in de tekstkritiek van de Primaire Kroniek noemde Isoaho de Oekraïense historicus Tetyana Vilkul 'een zorgvuldige schrijver' en voegde eraan toe dat ze een 'indrukwekkende lijst' aan artikelen over tekstkritiek aangaande kronieken en andere oude Roes' teksten had gepubliceerd, met name in het tijdschrift Palaeoslavica tussen 2003 en 2012.

## Werken

### Monografen
- Isoaho, Mari (2006). The Image of Aleksandr Nevskiy in Medieval Russia: Warrior and Saint. Brill, Leiden, pp. 428. ISBN 9789047409496. Geraadpleegd op 13 december 2024. (proefschrift).

### Redactiewerk
- Past and Present in Medieval Chronicles. Helsinki Collegium for Advanced Studies, Helsinki (2015), pp. 195. ISBN 978-951-51-0870-8. Geraadpleegd op 23 juli 2024.

### Tijdschriftartikelen (selectie)
- Isoaho, Mari H. (2017). Battle for Jerusalem in Kievan Rus': Igor's Campaign (1185) and the Battle of Hattin (1187). Palaeoslavica 25 (2): 38–62.
- Isoaho, Mari (2017). Yksityiskohdista kokonaisuuteen – Häme Novgorodin kronikoissa. Historiallinen aikakauskirja [Historisch Tijdschrift] (3): 347–352, 354.
- Isoaho, Mari (2018). Shakhmatov's Legacy and the Chronicles of Kievan Rus'. Kritika: Explorations in Russian and Eurasian History 19 (3): 637–648 (Slavica Publishers). DOI: 10.1353/kri.2018.0033. Geraadpleegd op 25 september 2022.